# Banganapalle

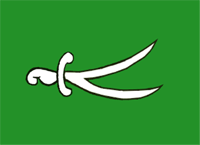
Furstendömets flagga

Banganapalle, ett indiskt furstendöme och i Brittiska Indien en vasallstat, blev självständigt från Mysore 1790. Åren 1831-1848 befann sig furstendömet under Hyderabads kontroll. Furstendömet, som hade en yta på 712 km² och där shiismen var statsreligion, har efter 1947 integrerats i delstaten Andhra Pradesh.